# Ophiura podica
Ophiura podica är en ormstjärneart som först beskrevs av Jean Baptiste François René Koehler 1910.  Ophiura podica ingår i släktet Ophiura och familjen fransormstjärnor. Inga underarter finns listade i Catalogue of Life.